# Gmina Okonek
Gmina Okonek là một gmina đô thị-nông thôn (quận hành chính) ở quận Złotów, Voivodeship Greater Ba Lan, ở phía tây trung tâm Ba Lan.  Khu vực hành chính của nó là thị trấn Okonek, nằm khoảng 23 kilômét (14 mi) về phía tây bắc của Złotów và 126 km (78 mi) về phía bắc thủ phủ khu vực Poznań.
Gmina có diện tích 325,88 kilômét vuông (125,8 dặm vuông Anh), và tính đến năm 2006, tổng dân số của nó là 8.909 người (trong đó dân số của Okonek lên tới 3.827 người, và dân số của vùng nông thôn của gmina là 5.082 người).

## Làng
Ngoài thị trấn Okonek, Gmina Okonek bao gồm các làng và các khu định cư như Anielin, Babi Dwór, Borki, Borucino, Brokęcino, Brzozówka, Chwalimie, Ciosaniec, Ciosaniec-Bolkowo, Czersk, Drzewice, Glinki Mokre, Glinki Suche, Kruszka, Lędyczek, Łomczewo, Lotyń, Lubnica, Lubnicki Młyn, Lubniczka, Pniewo, Podgaje, Przybysław, Rydzynka, Skoki, Węgorzewo và Wojnówko.

## Gminas lân cận
Gmina Okonek được bao quanh bởi các gmina khác như Borne Sulinowo, Czarne, Debrzno, Jastrowie, Lipka, Szczecinek và Złotów.